# 大野城市立大野東小学校
大野城市立大野東小学校（おおのじょうしりつ おおのひがししょうがっこう）は、福岡県大野城市乙金一丁目にある公立小学校。

## 態様
1968年（昭和43年）に大野町立大野北小学校から分離し開校。住宅街の一角に所在している。

## 周辺
- 大城保育所
- 大野東児童保育所
- 大野城市立大野東中学校

ほぼ近くに所在している。大部分の児童が進学している。

## 著名な出身者
- 神本美恵子 - 参議院議員、元文部科学大臣政務官[1]
- 本多雄一 - 元プロ野球選手（福岡ソフトバンクホークス内野手）